# Ich+Ich
Ich + Ich (с нем. — «Я + Я») — немецкая поп-группа, основанная Аннеттой Хамп и Аделем Тавилем. Они познакомились весной 2002 в студии звукозаписи в Берлине. 18 апреля 2005 вышел их первый сингл «Geht’s dir schon besser?». Песни «Du erinnerst mich an Liebe», «Dienen», «Vom selben Stern», «Nichts bring mich runter», «Wenn ich tot bin» и «So soll es bleiben» попали в лучшую десятку в Германии. Сингл «Pflaster» (2009) стал первым в хит-параде Германии.

## Дискография

### Альбомы
- 2005 — Ich + Ich
- 2007 — Vom selben Stern
- 2009 — Gute Reise

### Синглы
- 2004 — «Geht’s dir schon besser?»
- 2005 — «Du erinnerst mich an Liebe»
- 2005 — «Dienen»
- 2005 — «Umarme mich»
- 2007 — «Vom selben Stern»
- 2007 — «Stark»
- 2008 — «So soll es bleiben»
- 2008 — «Nichts bringt mich runter»
- 2008 — «Wenn ich tot bin»
- 2009 — «Pflaster»
- 2009 — «Universum»
- 2010 — «Einer von Zweien»
- 2010 — «Hilf Mir»